# Philacelota
Philacelota är ett släkte av skalbaggar. Philacelota ingår i familjen Melolonthidae.
Kladogram enligt Catalogue of Life:
| Philacelota | \| \| Philacelota submaculata \| \| \| \| \| \| Philacelota sulana \| \| \| \| |
|             | \| \| Philacelota submaculata \| \| \| \| \| \| Philacelota sulana \| \| \| \| |
|             | Philacelota submaculata                                                        |
|             |                                                                                |
|             | Philacelota sulana                                                             |
|             |                                                                                |